# گوشت و استخوان (فیلم)
گوشت و استخوان (به انگلیسی: Flesh and Bone) فیلمی محصول سال ۱۹۹۳ و به کارگردانی استیو کلاوز است. در این فیلم بازیگرانی همچون دنیس کواید، مگ رایان، جیمز کان، گوئینت پالترو، اسکات ویلسون و جان هاکس ایفای نقش کرده‌اند.